# Segundo sitio del Callao
El Segundo sitio del Callao fue el asedio militar más prolongado ocurrido en América del Sur durante las guerras de independencia hispanoamericanas. El asedio fue llevado a cabo por las fuerzas independentistas combinadas de tierra y mar de Gran Colombia, Chile y Perú contra la Fortaleza del Real Felipe en el puerto del Callao, que acogía a la población de Lima refugiada y estaba defendida por los soldados realistas de Lima y Arequipa. 
Los defensores habían quedado excluidos de la capitulación de Ayacucho mediante una cláusula secreta. En dicha capitulación, Sucre pactó con Canterac que la armada española con el navío Asia como buque insignia de la flota al mando de Roque Guruceta, debía abandonar la zona de conflicto, dejando la fortaleza del Callao sin apoyo naval. Los sitiados, negándose a rendirse, quedaron completamente aislados por tierra y mar. El asedio se prolongó hasta que, debilitados por la hambruna y las enfermedades, finalmente se rindieron, con solo 870 supervivientes. Entre sus muros hallaron la muerte seis mil refugiados civiles que huían de la represión de Bolívar, entre ellos el presidente peruano José Bernardo de Tagle y toda su familia, partidario de una monarquía sanmartianiana.
El sitio, que dio comienzo con la recaptura de la fortaleza el 5 de febrero de 1824, sucedida antes de las campañas de Junín y Ayacucho y se prolongó hasta su capitulación hasta 1826. Durante este tiempo, los defensores dispararon desde la fortaleza 9.533 balas de cañón, 454 bombas, 908 granadas y 34.713 tiros, mientras que los sitiadores independentistas, al mando del general venezolano Bartolomé Salom, dispararon 20.327 balas de cañón, 317 bombas y un número incalculable de balas. A esto se sumó el bloqueo naval de las flotas combinadas de Perú (fragata Prueba, corbeta Limeña y los bergantines Congreso y Macedonia), Chile (fragata O’Higgins y bergantín Moctezuma) y Gran Colombia (corbeta Pichincha y bergantín Chimborazo), comandadas en diferentes momentos por el contralmirante Martín Guisse (Perú), el almirante Manuel Blanco Encalada (Chile) y el almirante general Juan Illingworth Hunt (Gran Colombia).
El asedio marítimo y terrestre del Callao continuó hasta el 23 de enero de 1826, cuando finalmente las fuerzas realistas firmaron la capitulación, poniendo fin a la resistencia en la Fortaleza del Real Felipe.

## Antecedentes
Durante la guerra de Independencia del Perú, en julio de 1821 el virrey José de la Serna evacuó Lima con las tropas del Ejército Real del Perú que seguían bajo su mando y así las tropas dirigidas por el general José de San Martín ocupaban días después la ciudad de Lima proclamando allí la independencia del Perú. Como consecuencia de ello, el 21 de septiembre del mismo año las tropas de la Expedición Libertadora del Perú ocuparon también la Fortaleza del Real Felipe, dominando el estratégico puerto del Callao.
Cuando José de San Martín se retiró del Perú en septiembre de 1822 tras la Entrevista de Guayaquil sostenida con Simón Bolívar, dejó como guarnición en El Callao a un grupo de casi 1.500 soldados, muchos de ellos veteranos argentinos del Ejército de los Andes, junto con compañías formadas por antiguos esclavos reclutados en Perú, y artilleros de Chile. La situación de estas tropas se hizo precaria en los meses siguientes, por las luchas políticas entre los líderes del Perú independiente, por los resultados adversos en la campaña militar contra el Ejército Realista, y por la grave escasez de alimentos y vestuario indispensable para la tropa.

## Sublevación del Callao
El 18 de junio de 1823 el general español José de Canterac se apoderó de Lima al frente de numerosos soldados realistas, y permaneció hasta el 16 de julio en la ciudad. Cuando las tropas independentistas, ahora dirigidas desde Trujillo por Simón Bolívar, recuperaron Lima, en el Callao quedaron 2.000 soldados del bando patriota. No obstante, las malas condiciones en que se hallaba esta guarnición no experimentaron mejora alguna, y hubo varias instigaciones sediciosas hacia las tropas del Callao para pasarlas al bando realista. Tales maniobras fueron dirigidas por José Bernardo de Tagle el Marqués de Torre Tagle, líder independentista peruano que perdió su condición de presidente por la llegada de Bolívar; como resultado de ello estalló la Sublevación del Callao el 5 de febrero de 1824. Algunos soldados rasos intentaron contener la revuelta pero fueron rápidamente reducidos y ejecutados.
Tras el motín, la mayoría de soldados independentistas acuartelados en la Fortaleza del Real Felipe del Callao cambiaron de bando y se plegaron al Ejército Realista, ante ello las tropas aún leales al gobierno peruano evacuaron Lima por la gravedad de la situación. Fuerzas realistas dirigidas por el general español Monet entraron en Lima casi sin resistencia el 25 de febrero, tras la retirada de las tropas patriotas, designando como jefe de la guarnición del Callao al brigadier José Ramón Rodil.
Las campañas militares de 1824 resultaron ampliamente favorables a las tropas independentistas que ahora contaban con refuerzos de la Gran Colombia, mientras que la revuelta de Pedro Antonio Olañeta en el Alto Perú, junto con la escasez de suministros y la falta de refuerzos desde España, aumentaba las dificultades en el bando realista para proseguir la guerra. Tras el triunfo del Ejército Libertador en la Batalla de Junín en agosto de 1824, la situación de los realistas se vio más perjudicada; a inicios de diciembre de 1824 los soldados realistas aún acantonados en Lima se retiraron a la sierra, sólo para abandonar la lucha poco después al conocer el resultado de la Batalla de Ayacucho librada el día 9 de diciembre, con la consiguiente capitulación del propio virrey José de La Serna.

## El asedio

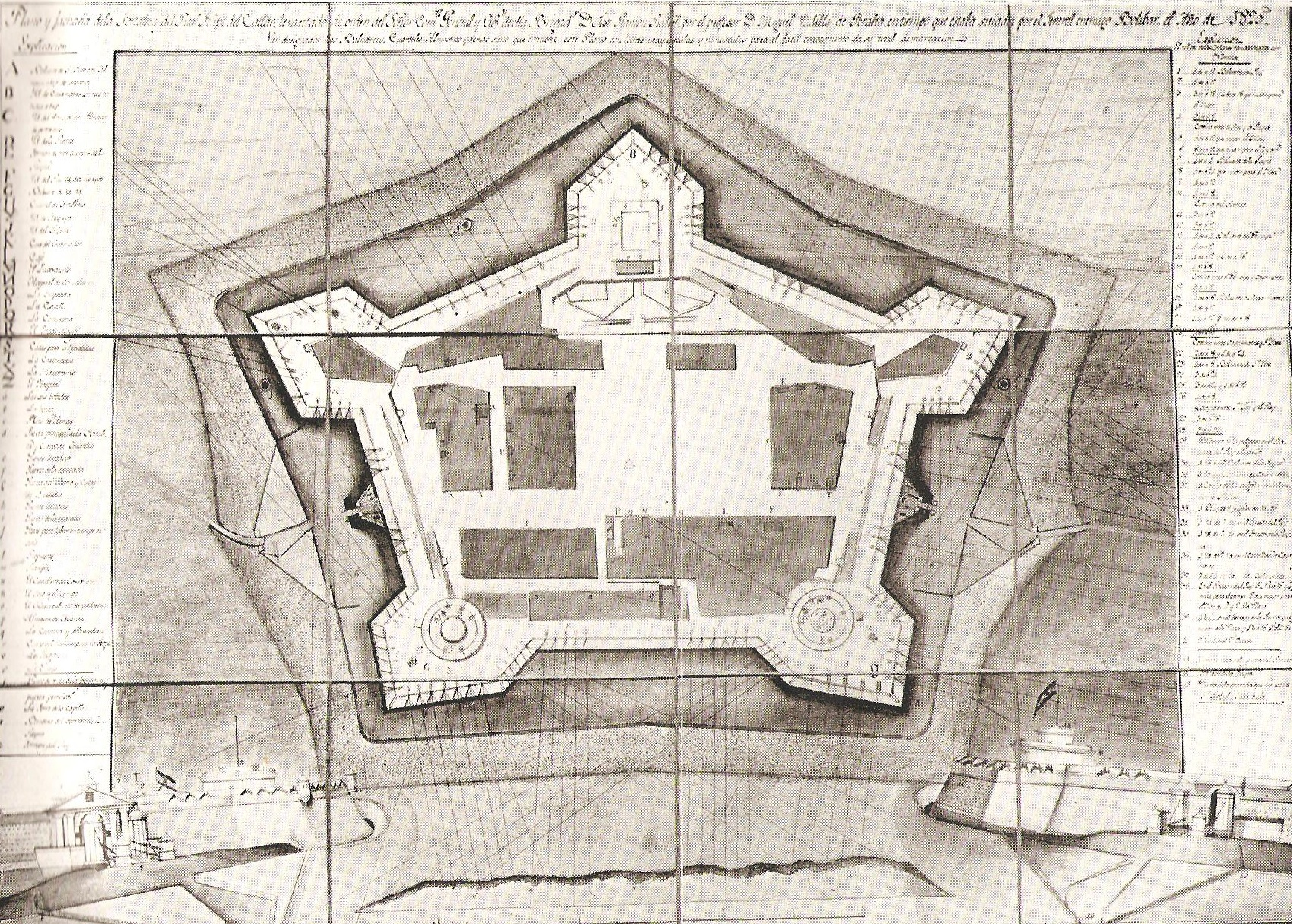
Plano de la fortaleza del Real Felipe.

Poco después de la última evacuación de Lima por las tropas del Ejército Realista, los soldados independentistas recuperaron definitivamente la capital peruana, entrando Bolívar en ella y motivando un masivo éxodo hacia el Callao de quienes mantenían su lealtad hacia la Corona española, ya fuese por sincera convicción, por defensa de sus intereses, o por posteriores pleitos con los líderes del joven Perú independiente, fugando como refugiados diversos españoles, criollos o mestizos. El caraqueño declaraba el inicio del segundo asedio el día 5 de diciembre.
El Callao pronto estuvo poblado por más de 8.000 refugiados, la mitad de ellos combatientes realistas dirigidos por José Ramón Rodil. Pese a ser informado en enero de 1825 sobre la Capitulación de Ayacucho y sus términos, este jefe español rechazó la propuesta de rendición y se obstinó en defender el Callao, esperando en algún momento recibir refuerzos bélicos desde España que jamás llegaron.
Para quebrar la resistencia realista, el Ejército Libertador, formado por grancolombianos y peruanos en su mayor parte, al mando del general venezolano Bartolomé Salom, estableció su campamento en Bellavista y procedió a cercar el recinto fortificado del Callao, bombardeando el puerto constantemente durante meses con fuego de artillería pesada. Desde el mar los buques del bando independentista, al mando del almirante chileno Manuel Blanco Encalada y compuesta por las flotas combinadas de Chile, Gran Colombia y Perú también atacaron sin pausa el reducto realista con sus cañones, pero los defensores contaban con la Fortaleza del Real Felipe, un bastión artillado para rechazar ataques por mar y que había sido pieza clave del sistema defensivo de España para sus colonias en el océano Pacífico, en tanto el recinto amurallado de la Fortaleza también dificultaba un asalto frontal desde tierra, todo lo cual junto a la voluntad inquebrantable de sus defensores hizo un cerco difícil y prolongado.
La falta de suministros suficientes y la sobrepoblación en un puerto que no estaba preparado para acoger tantos refugiados de forma permanente causaron gran perjuicio entre los sitiados. Pronto se advirtió que en el Callao escasearía la comida, por lo cual desde el inicio los refugiados establecieron un mercado negro de alimentos a precios elevadísimos, comerciando primero con las pocas legumbres, frutas, y aves de corral que estaban disponibles en el puerto, para luego traficar con la carne de los caballos o bueyes no aptos para el servicio con la tropa, y finalmente comerciar con carne de ratas a falta de otro alimento disponible.
A los bombardeos del Ejército Libertador y la desnutrición generalizada se sumaron las epidemias que hacían más difícil la resistencia realista, sostenida solo por la terquedad fanática de su jefe, el brigadier José Ramón Rodil, y los severos castigos que este imponía a quienes intentasen amotinarse, fusilando continuamente soldados y civiles que intentasen desertar o colaborasen con el enemigo. Las enfermedades se agravaban por la falta de alimentos en el Callao y las malas condiciones sanitarias de un reducto sobrepoblado y a mediados de 1825 empezaron los fallecimientos por estas causas entre refugiados y soldados, carentes de todo contacto con el mundo exterior.
Inclusive Rodil dio la orden de expulsar hacia las filas patriotas a los civiles sin dinero cuya presencia fuese innecesaria en el Callao, a fin de ahorrar comida para sus soldados. Las tropas del Ejército Libertador aceptaron a algunos civiles, pero al notar la estrategia del líder realista, rechazaron con fuego de fusil a las posteriores oleadas de refugiados, quienes también eran rechazadas de la misma manera por los soldados realistas si intentaban volver a El Callao. Como resultado, muchos civiles perecieron por las balas de ambos bandos o por el hambre y la sed en medio de la tierra de nadie.
Pero esta obstinada resistencia dio su fin al agotarse todo recurso para la vida de los sitiados y la defensa de la plaza. Miles de refugiados civiles padecieron el escorbuto, la disentería y el hambre durante el asedio dentro de las fortalezas del Callao lo que escandalizó a la sociedad limeña y fue reflejada por el tradicionalista peruano Ricardo Palma en su obra El fraile y la monja del Callao. Entre sus muros falleció por escorbuto el antiguo presidente de la república del Perú don Bernardo Torre Tagle, pereciendo también su esposa y uno de sus hijos. Fallecieron también como refugiados durante el asedio el vicepresidente don Diego de Aliaga; su hermano, el conde de San Juan de Lurigancho; el conde de Castellón; el conde de Villar de Fuentes; y muchos otros sostenedores de la causa realista. Se calcula que, de todos los refugiados civiles concentrados en el Callao, sólo la cuarta parte sobrevivió al asedio.
A principios de enero de 1826 el coronel realista Ponce de León se pasa a las filas independentistas, y poco después el comandante realista Riera, gobernador del Castillo de San Rafael, entrega dicha fortaleza. Ambos eventos hacían casi imposible la defensa, pues Ponce de León conocía la ubicación de las rudimentarias minas de tierra colocadas para impedir cualquier ataque frontal de los patriotas, mientras que Riera dirigía un bastión estratégico cuya pérdida facilitaba la entrada de soldados patriotas dentro de la plaza, además de conocer por completo el dispositivo de defensa formado por Rodil.

## Fin del sitio

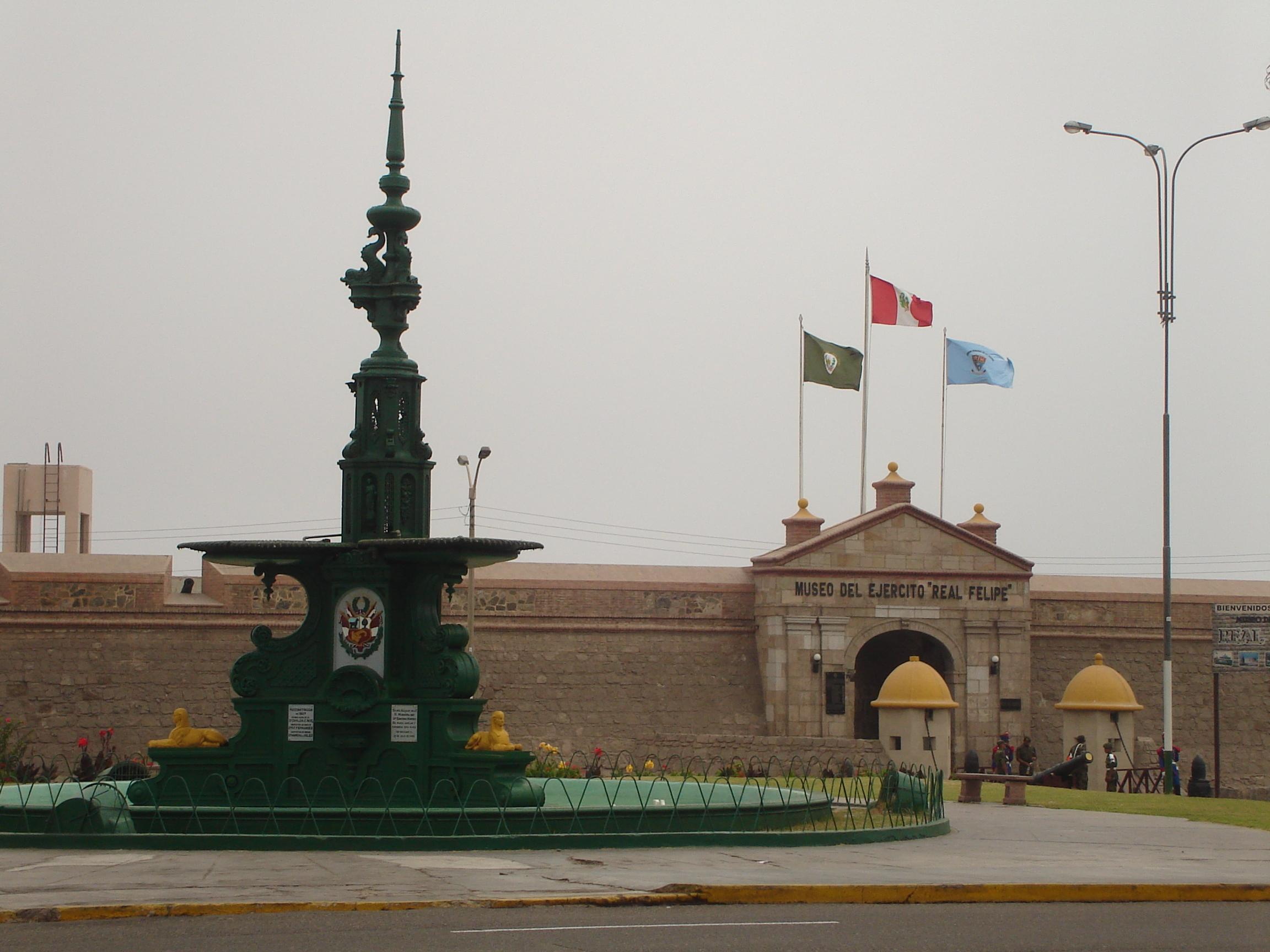
Frontis de la Fortaleza del Real Felipe.

Aunque ni Rodil ni la guarnición planearon jamás una rendición, ya no había esperanza de refuerzos de España tras más de un año de inútil espera; la propia guarnición estaba alimentándose de ratas a falta de otra comida disponible, y con las municiones a punto de acabarse, por lo que empiezan las negociaciones con el general Salom el 11 de enero de 1826 y concluyen en la entrega de la fortaleza el 23 de ese mismo mes. La asombrosa resistencia del jefe realista mereció que Simón Bolívar dijera a Bartolomé Salom después del triunfo, cuando este último pedía fusilar a Rodil: “El heroísmo no es digno de castigo”.
La capitulación permitió la salida de los últimos sobrevivientes del Ejército Realista (sólo 400 soldados de los 2800 que existían al inicio) con todos los honores. La mayoría de civiles refugiados habían ya fallecido y los restantes quedaron como sospechosos a las nuevas autoridades de la República y muchos en efecto también partieron a España. Rodil salvaba las banderas de los regimientos Real Infante y del Regimiento de Arequipa, las demás quedaban como trofeo de guerra del vencedor, poco después se embarcaba para España acompañado de un centenar de oficiales y soldados españoles que habían servido bajo su mando. Se eliminaba así el último vestigio del Imperio Español en América del Sur.
El Batallón 3.º de Línea y el regimiento "Dragones de la República" de la división peruana tomaron el nombre de Callao en homenaje a su destacada participación durante el sitio. Asimismo la Fortaleza del Real Felipe fue nuevamente renombrada como Fortaleza de la Independencia, denominación que le había dado el general San Martín en 1821.